# A-77636
A-77636 je sintetički lek koji deluje kao selektivni agonist D1 receptora. On ispoljava nootropne, anestetičke, i antiparkinsonske efekte u životinjskim studijama, ali njegova visoka potentnost i dugotrajno dejstvo uzrokuju umanjenje senzitivnosti D1 receptora i tahifilaksu. Za razliku od drugih D1 punih agonista kao što je SKF-82,958, on ne proizvodi preferenciju mesta kod životinja. A-77636 parcijalno zamenjuje kokain u životinjskim studijama, te se pretpostavlja da može da nađe primenu kao zamena za drogu u lečenju adikcije. On je bolje poznat po primeni u studijama za ispitivanje uloge D1 receptora u mozgu.